# Wolfgang Rohrbach

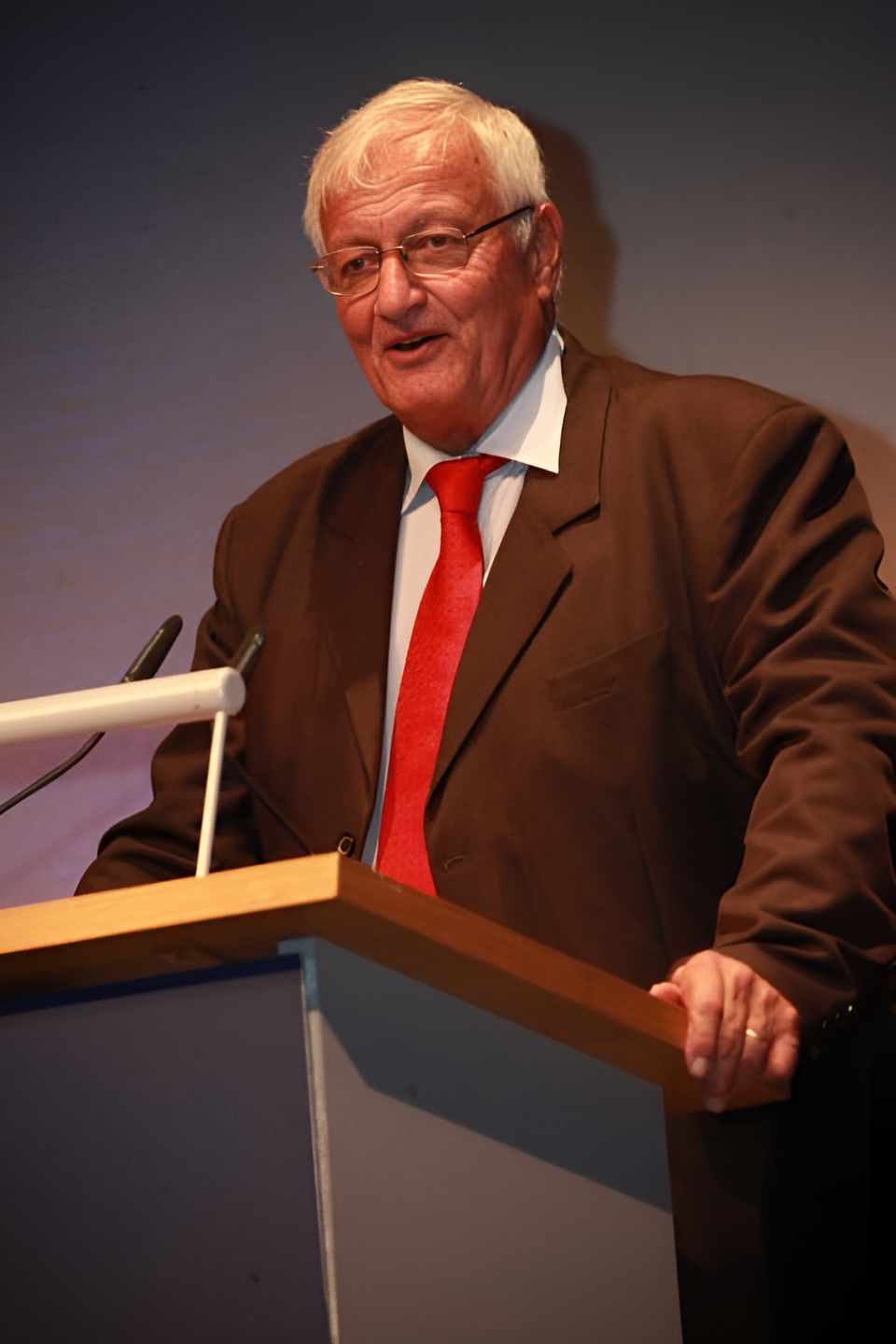
Wolfgang Rohrbach

Wolfgang Rohrbach (* 11. Juni 1947 in Wien) ist ein österreichischer Universitätsprofessor, Experte für Wirtschaftsgeschichte, Versicherungs- und Gesundheitsökonomie, dreifacher Doktor der Wissenschaften, ordentliches Mitglied der EASA, der Europäischen Akademie der Wissenschaften und Künste in Salzburg, Präsident der Österreichischen Vertretung von Europa Nostra, der europäischen Denkmalschutzorganisation mit Sitz in Krems, Ehrenpräsident der OLIP, einer Organisation für internationale Publikationen zur Organisation der Lebensversicherung mit Sitz in Linz, sowie Vizepräsident der österreichisch-serbischen Gesellschaft in Wien.

## Ausbildung
Von 1966 bis 1967, nach dem Abschluss des Gymnasiums in Wien, leistete Rohrbach seinen Wehrdienst beim Österreichischen Bundesheer. Danach studierte er Geschichte und Slawistik an der Universität Wien von 1967 bis 1972; er promovierte in Wirtschaftsgeschichte und Soziologie sowie in Slawistik (mit den Hauptsprachen Russisch und Serbokroatisch) und erlangte den Titel eines Doktors der Philosophie.

## Karriere
Seit 1973 arbeitete Rohbach in der Versicherungsbranche in verschiedenen Funktionen (Statistiker, Wirtschaftsanalytiker, Publizist, Pressesprecher und Produktentwicklungsmanager).
Von 1980 bis 1999 war Wolfgang Rohrbach Leiter der Kommunikationsabteilung und Chefredakteur mehrerer Fachzeitschriften bei der Versicherungsgesellschaft „Austria Collegialität“. Von 2000 bis 2006 hatte er dieselbe Position in der Zentrale der „UNIQA Insurance Group“ inne, danach war er in Belgrad als Vertriebsberater bei „UNIQA Serbien“ tätig.
Von 2007 bis 2014 arbeitete Rohrbach zudem als wissenschaftlicher Berater für „Centra-Consult“, ein Unternehmen für Wirtschafts- und Steuerberatung, hauptsächlich für „UNIQA Serbien“. Darüber hinaus war er Gutachter bzw. Versicherungsexperte für Südosteuropa im Rahmen der Deutschen Gesellschaft für Technische Zusammenarbeit (GTZ). Im Jahr 2014 wurde er Direktor des Vereins „VR Uniqa Consulting“ in Serbien.
Rohrbachs akademische Karriere verlief parallel zu seiner praktischen Tätigkeit in der Versicherungsbranche. Von 1984 bis 1989 war er Lektor an der Universität Wien, und von 1986 bis 1989 an der Wirtschaftsuniversität Wien. Ab 1990 hielt er Gastvorlesungen an Universitäten und Akademien in Osteuropa und Südosteuropa, darunter Slowakei, Ungarn, Serbien, Bosnien und Herzegowina, Montenegro und Nordmazedonien.
Ab 1996 lehrte er wieder in Österreich, an der Donau-Universität Krems (Versicherungswissenschaft), sowie an der Medizinischen Universität Wien und an den Universitäten in Wien und Salzburg (Gesundheitsökonomie, Krankenversicherung). Den Berufstitel „Professor“ erhielt er 1997 vom österreichischen Bundespräsidenten.
Im Jahr 2006 habilitierte er an der Wirtschaftswissenschaftlichen Fakultät der Westungarischen Universität in Sopron mit einer Habilitationsschrift zum Thema „Auswirkungen der demographischen Entwicklung auf die Systeme der Kranken- und Pensionsversicherung“. Ab diesem Jahr war er Dozent an der Fakultät für Geschäfts- und Dienstleistungsstudien (FABUS) in Novi Sad, und von 2007 bis 2009 Gastprofessor für Versicherungsmanagement an der Fakultät für Wirtschaft und Management in Belgrad.
Von 2009 bis 2013 war er ordentlicher Professor für Wirtschaft und Finanzen an der Hochschule für modernes Business Belgrad. Im akademischen Jahr 2014/15 war er Gastprofessor an der Universität St. Elisabeth für Gesundheits- und Sozialwissenschaften in Bratislava. Im akademischen Jahr 2016/17 war er Gastprofessor und Vorsitzender der Promotionskommission an der Universität Apeiron in Banja Luka. Seit 2017 setzt er seine Lehrtätigkeit als Gastprofessor an der Europäischen Universität in Brčko fort. Von 2018 bis 2020 lehrte er an der Juristischen Fakultät der Universität Kragujevac, und im Jahr 2019 war er als Gastprofessor an der Universität Würzburg tätig.

## Akademische und berufliche Titel
Wolfgang Rohrbach ist Träger mehrerer Ehrendoktorwürden und akademischer Titel, darunter ein Ehrendoktortitel der Europäischen Universität in Brčko und der Titel des Honorarprofessors der Donau Universität sowie der Universität für Weiterbildung Krems.

## Affiliationen und Auszeichnungen
Seit 2014 ist Rohrbach ordentliches Mitglied der Europäischen Akademie der Wissenschaften und Künste in Salzburg, und seit 2017 Mitglied der Serbischen Akademie der Wissenschaften und Künste in Belgrad. Er hat zahlreiche nationale und internationale Auszeichnungen für seine Arbeit im Bereich der Versicherungswirtschaft und Gesundheitsökonomie erhalten, darunter:
- Österreichisches Bundeskreuz für Wissenschaft und Kunst[1]
- Goldenes Ehrenzeichen für Verdienste um die Republik Österreich[1]
- Goldenes Ehrenzeichen des Landes Niederösterreich[1]
- Goldenes Ehrenzeichen des Landes Steiermark[1]
- Goldenes Ehrenzeichen des Landes Wien[1]
- Goldenes Ehrenzeichen des Landes Salzburg[1]
- Silbernes Ehrenzeichen des Landes Oberösterreich.[1]
- Ehrenbecher des Bundeskanzlers Dr. Franz Vranitzky für besondere Leistungen im Bereich Basketball[1]
- Große Ehrung des Ministerium für Diaspora der Republik Serbien[1]
- Bestätigung der Ernennung zum Handelsrat der Handelskammer von Panama[1]
- Goldene Plakette für besondere Verdienste um die Sozialwissenschaften der Europäischen Universität in Brčko

## Veröffentlichungen und Aktivitäten
Als Autor und Herausgeber hat Rohrbach zahlreiche Arbeiten und Bücher zur Geschichte der Versicherungswirtschaft und Gesundheitsökonomie veröffentlicht. Besonders hervorzuheben ist sein sechzehnbändiges, enzyklopädisches Werk Die Geschichte der Versicherung in Österreich, das international hohe Anerkennung gefunden hat und seit 1988 regelmäßig erscheint. Er ist in verschiedenen wissenschaftlichen und Bildungsprojekten im In- und Ausland tätig. Seit 1973 ist er Autor wissenschaftlicher Literatur und Herausgeber mehrerer Fachzeitschriften zur Versicherungswirtschaft. Seit 2003 ist er als Lektor und Publizist zu Themen wie Migration, Integration und Lernen aus der modernen Geschichte im Rahmen des Projekts projectXchange tätig. Er ist Mitglied des Herausgeberteams des European Review of Insurance Law (Editor: Association Internationale de Droit des Assurances), Belgrad. Er ist auch Autor des Buches Entstehung und Entwicklung der wissenschaftlichen Slawistik Wiens, das 2020 bei Tronik Design in Belgrad veröffentlicht wurde. Wolfgang Rohrbach setzt seine wissenschaftliche Arbeit fort und ist aktiv an verschiedenen wissenschaftlichen und Bildungsprojekten im In- und Ausland beteiligt.

## Veröffentlichungen
- Versicherungsgeschichte Österreichs, Band I: Von den Anfängen bis zum Börsenkrach des Jahres 1873, Wien, 1988.[10]
- Versicherungsgeschichte Österreichs, Band III, Wien, Holzhausens, 1988
- Versicherungsgeschichte Österreichs, Band IV, Wien, Holzhausen, 1992.
- als Herausgeber und Redakteur:  Versicherungsgeschichte Österreichs. Band V, Assekuranzmosaik des ausgehenden 20. Jahrhunderts. Wien, Holzhausen, 1997, ISBN 3-900518-59-9.
- Die Altösterreichischen Regionen Zentral- und (Süd)Osteuropas: Gestern-Heute-Morgen. Teil 1, Holzhausen, Wien, 2004[11]
- Na tragu Srba u Beču. MIS, Belgrad 2005, ISBN 86-82269-04-X
- Versicherungsgeschichte Österreichs, Band X, Paradigmenwechsel in stürmischen Zeiten, Wien, Holzhausen, 2011
- Auf den Spuren der Serben Österrerichs Eine Soziologische Aufsatzsammlung, Wien, 2013
- Versicherungsgeschichte Österreichs, Band XII, Wien, Holzhausen, 2015, ISBN 978-86-915647-5-9
- Wertewandel und Werterenaissance in Zeiten der Pandemie und Klimakrise, Wien, Holzhausen, 2022, ISBN 86-81686-05-4, ISBN 978-86-81686-05-8